# Cultura de Aruba
La cultura de Aruba es una mezcla de las influencias de los aborígenes, europeos y africanos, siendo descubierta y reclamada inicialmente por los españoles alrededor del año 1499. Existen pruebas y registros que muestran que los españoles no fueron los primeros pobladores de la isla. Existen pinturas olvidadas sobre paredes y los techos de cuevas, además de artefactos antiguos excavados presumiblemente por los arahuacos, que han sido encontrados en diversos sitios de Aruba. En concreto, muchos realmente creen que los Caiquetios, una tribu de los arahuacos que emigraron del norte de la Cuenca del Orinoco en Venezuela, fueron los primeros habitantes de la isla.
Aunque los españoles mantuvieron el control de Aruba por muchos años, la Guerra de los Ochenta Años entre España y los Países Bajos resultó en el dominio holandés sobre el territorio, pero fue solo en 1636 que los españoles entregaron formalmente la isla a los holandeses. Años más tarde, Aruba pasó por un corto periodo de tiempo bajo control británico, pero esta rápidamente volvió a caer en manos de los Países Bajos en 1816 y permaneció así hasta 1985, cuando Aruba se hizo una entidad separada o País autónomo dentro del reino de Países Bajos.
La gente y la cultura de Aruba tienen muchos orígenes e influencias diferentes. Las principales influencias culturales provienen de la población originaria y las culturas española y holandesa. Más recientemente, Aruba se ha convertido en el hogar de muchas personas de culturas diferentes, en particular desde mediados del siglo XX, cuando la industria floreció y gente de todos los rincones del mundo llegaron a la isla. Se puede decir que Aruba ahora está conformada por al menos 40 nacionalidades diferentes.
Hoy día, los casi 100.000 habitantes de Aruba reflejan los cambios sufridos a través de la historia de la isla. Analizando las costumbres locales, alimentación, arquitectura, celebraciones, y sus lenguas uno inmediatamente puede deducir las diferentes influencias que los colonos dejaron en la isla.

## Celebraciones culturales
Aruba tiene su propia cultura distintiva, que a menudo incluye celebraciones. El color y la música juegan un papel importante en la mayoría de los acontecimientos culturales, el más notable en el Carnaval todos los años, son las celebraciones del Día de San Juan (en papiamento: Dia di San Juan).
Los Arubeños se visten con una camisa roja y amarilla tradicional y un pantalón negro para representar el fuego durante el Día de la celebración de San Juan. Esta celebración proviene de una combinación de festivales de cosecha de los arahuacos precristianos y los trabajos de misioneros españoles para combinarlos con la celebración de San Juan. Aruba es uno de los países en el mundo que se divierte este día con el baile y el canto. Durante la celebración un cantante interpretará un tradicional "dera gai " (enterrar el gallo) mientras los participantes (actores) acompañan la canción con el tambor(bidón), el violín, y el instrumento local llamado wiro. Mientras ellos cantan, escogerán a alguien para tratar de golpear un gallo falso con sus ojos cerrados. Cuando la persona golpea al falso gallo, esto traerá un maravilloso olor. Este maravilloso olor viene de la fruta llamada Calabaza de peregrino.
Los Arubeños a menudo se referirán al Carnaval como Bacchanal, un término basado en las antiguas celebraciones griegas y romanas dedicadas a Dionisio en el caso de los Griegos y Baco en el caso de los Romanos, su dios del vino, de la vegetación, y la alegría. Los Bacanales de Aruba comparten algunas semejanzas con las celebraciones antiguas.
Los Griegos escribieron tragedias para estas celebraciones, y los Arubeños de nuestros días también usan esta practica para expresiones artísticas. Asimismo para ellos cada uno de estos eventos tiene una importancia religiosa. El Carnaval de Aruba trata sobre la limpieza del cuerpo de alguien de sus pecados, como en las celebraciones históricas, y ayuda a la gente de Aruba a prepararse para la Cuaresma. El diseño del Concepto del Carnaval Oficial de Aruba, como lo llaman, incluye los temas de la música, el baile, colores, creatividad, y la alegría.
La celebración de Año nuevo en Aruba también incluye un número de supersticiones culturales y tradiciones; llaman dande a la celebración tradicional del fin de Año. El nombre dande, también deletreado dandee, viene de una palabra en Papiamento, dandara, que quier decir divertirse, estar de juerga, o pasarlo bien. Después de que el Rey Guillermo III de los Países Bajos declaró la libertad de los esclavos esta celebración comenzó a darse.
Un grupo de cinco o seis personas por lo general realiza estos rituales, aunque algunos más pueden participar. Esta gente acompaña a un cantante y viaja de casa en casa para expresar sus mejores deseos para el Año nuevo. Canciones tradicionales, con el coro que incluye la frase "ai nobe" (aña nobo) - "el año nuevo" - es cantado después de cada frase. Los viajes festivos por lo general conducen a las casas de los amigos de los cantantes y su familia, donde el anfitrión recoge el dinero en su sombrero para repartirlo entre el grupo. Ciertos distritos pueden tener sus propios grupos dande que funcionan durante el segundo día del año.